# Adam Jurgielewicz
Adam Jurgielewicz (1895 – 1959) è stato un vescovo vetero-cattolico polacco.
Fu consacrato nel 1934 a Zamość dal vescovo Władysław Faron. Il 15 febbraio 1951 fu Presidente del Congresso Nazionale dei Sacerdoti della Chiesa cattolica nazionale polacca, e contribuì alla nascita della Chiesa polacco-cattolica. Nel 1958 a Łódź consacrò all'episcopato Bogdan Piotr Filipowicz, che in seguito divenne un superiore della Chiesa vetero-cattolica polacca.

## Genealogia episcopale
La genealogia episcopale è:
CHIESA CATTOLICA
- Cardinale Scipione Rebiba
- Cardinale Giulio Antonio Santori
- Cardinale Girolamo Bernerio, O.P.
- Arcivescovo Galeazzo Sanvitale
- Cardinale Ludovico Ludovisi
- Cardinale Luigi Caetani
- Vescovo Giovanni Battista Scanaroli
- Cardinale Antonio Barberini iuniore
- Arcivescovo Charles-Maurice le Tellier
- Vescovo Jacques Bénigne Bossuet
- Vescovo Jacques de Goyon de Matignon
- Vescovo Dominique Marie Varlet

CHIESA ROMANO-CATTOLICA OLANDESE DEL CLERO VETERO EPISCOPALE
- Arcivescovo Petrus Johannes Meindaerts
- Vescovo Johannes van Stiphout
- Arcivescovo Walter van Nieuwenhuisen
- Vescovo Adrian Jan Broekman
- Arcivescovo Jan van Rhijn
- Vescovo Gisbert van Jong
- Arcivescovo Willibrord van Os
- Vescovo Jan Bon
- Arcivescovo Johannes van Santen

CHIESA VETERO-CATTOLICA
- Arcivescovo Hermann Heykamp
- Vescovo Casparus Johannes van Rinkel
- Arcivescovo Gerardus Gul

CHIESA CATTOLICA NAZIONALE POLACCA
- Vescovo Franciszek Hodur
- Vescovo Władysław Faron

CHIESA VETERO-CATTOLICA POLACCA
- Vescovo Adam Jurgielewicz

| Controllo di autorità | VIAF (EN) 167302153 · ISNI (EN) 0000 0001 1430 6500 |